# کاسترو د فیلابرس
کاسترو د فیلابرس (به اسپانیایی: Castro de Filabres) دهستانی در استان آلمریای اسپانیا است.
در این دهستان ۱۶۳ نفر زندگی می‌کنند. مساحت این دهستان ۲۸٫۹۹ کیلومتر مربع است.